# Maria Niculescu (economistă)
Maria Niculescu, născută Bobeică, economist de profesie, a desfășurat, pe lângă o carieră universitară în România, o importantă activitate de profesor și funcționar internațional, în special în spațiul francofon. Prin activitățile sale, a militat întotdeauna pentru diversitatea culturală, diversitatea stilurilor de viață și de dezvoltare economică.

## Biografie
S-a născut la Șotânga, un sat minier situat în apropiere de orașul Târgoviște, fosta capitală a Țării Românești, fiind a patra dintr-o familie de șase copii. Părinții, tatăl miner la mina din sat și mama casnică, au făcut toate eforturile pentru a asigura școlarizarea copiilor. După școala primară în sat, a făcut liceul la Târgoviște și studiile universitare la Academia de Studii Economice din București. A beneficiat în timpul studiilor secundare și universitare de bursă de merit din partea statului român. Doctor în economie la 32 de ani, după schimbările politice din 1989 în România, și-a continuat studiile postdoctorale în străinătate, în special în Franța, urmând numeroase cursuri de specializare în contabilitate, finanțe, comerț internațional, dezvoltare internațională, etc., în cadrul unor universități, cabinete de consultanți și organisme internaționale. S-a căsătorit cu Florin Dragomir Niculescu, economist și un cunoscut baschetbalist român. Este mama a doi copii, Crina și Tudor, ambii economiști.

## Carieră universitară
- Lector universitar la ASE București în momentul schimbărilor politice din România, a parcurs rapid treptele academice universitare, obținând în 1994 titlul de profesor universitar la catedra de Analiză economică și financiară din cadrul ASE București, precum și conducerea de doctorate.
- Din 1997, profesor invitat apoi asociat la universități francofone (în special la Conservatoire national des arts et metiers - Cnam Paris, Universitatea din Orléans).
- Intre 1994-2001, a fost primul director român al Institutului Național de Dezvoltare Economică (INDE) la București, institut franco-român dedicat formării de cadre de înalt nivel pentru administrarea tranziției economice în România.
- Din 2003 s-a transferat la Universitatea Valahia din Târgoviște, orașul său natal, pentru a contribui la dezvoltarea acestei tinere universități în special pentru formarea doctorală.
- În perioada 2010-2011 a ocupat funcția de director al Școlii Doctorale în cadrul acestei universități.
În paralel, a inițiat și condus proiecte europene și internaționale de creștere a capacităților în domeniul comerțului internațional (1998-2001), al contabilității (1999-2001), al noilor tehnologii, a formării doctorale de excelență (2010-2011), etc.
Domeniile de competență s-au îmbogățit de-a lungul anilor, atât datorită cercetării științifice cât și funcțiilor administrative ocupate, permițându-i să predea astăzi, atât în țară cât și în străinătate, discipline diverse din aria contabilității, gestiunii financiare și strategiei întreprinderii, dar și discipline legate de politicile și modelele de dezvoltare economică și socială.

## Activitate internațională
1995: Initiator si coordonator, impreuna cu profesorul Georges Lavalette, al Catedrei internationale UNESCO ”Formare și cercetare în dezvoltarea întreprinderilor într-o economie în tranziție”.
Din 1994: expert si consultant international  pentru organisme internaționale (AUF, CNUCED,  PNUD, etc.) pentru misiuni de consiliere (în special pentru sprijinirea dezvoltării sectorului privat) și de capacity building în mai mult de 20 de țări din Africa, Asia si Europa.
2002-2006: Director pentru cooperarea economică la „Agence intergouvernamentale de la Fracophonie Arhivat în 24 iulie 2010, la Wayback Machine.”.
2006-2010: Ambasador, Reprezentant permanent al Organisation internationale de la Francophonie” pe lângă Uniunea Europeană.. A initiat o serie de manifestari in cadrul Grupului de Ambasadori francofoni la Bruxelles.
Convinsă de rolul decisiv al economiei în promovarea francofoniei, respective a limbii franceze, a inițiat și contribuit la crearea unor proiecte pionier ale francofoniei economice, in domenii diverse precum: dezvoltarea industriilor culturale,  formarea negociatorilor de acorduri internationale, accesul la finantarea internationala, promovarea diversitatii lingvistice.
Din 2013: Director al "Institut de la Francophonie pour l’Administration et la gestion (IFAG) din Sofia Arhivat în 7 ianuarie 2012, la Wayback Machine.", unde și-a continuat munca de promovare si consolidare a invatamantului francofon de nivel înalt în beneficiul tinerilor francofoni din Europa Centrala si Orientala,  dar și din alte regiuni ale spatiului francofon.

## Lucrări publicate

### În limba franceză
- Les sciences de gestion : de la démarche cartésienne à la vision systémique, dans l’ouvrage collectif « Comptabilité, contrôle et société », Ed. Foucher, Paris, 2011
- Savoir rattraper le temps économique avec une vision systémique, coautor cu Georges Lavalette, Ed. Bibliotheca, Targoviste, Roumanie, 2011
- Vivre ensemble en Belgique avec nos différences, introduction, Ed. Presse, Bruxelles, 2008
- Manuel de gestion, ouvrage collectif, contributions personnelles : Analyse financière et  Matrices d’allocation des ressources et leurs limites, Ed. ELLIPSES/AUF, Prima ediție, Paris, 2000, Ediția a doua, Paris, 2004
- Les stratégies de croissance,  avec Georges Lavalette, Ed. Economica, Paris, 1999
- Privatisation - restructuration simultanée : une nouvelle démarche pour les entreprises en transition”, dans l’ouvrage collectif „Entreprises et dynamique de croissance”, Ed. SERVICED, Paris, 1997

### Coordonator al traducerilor și adaptărilor în limba română
- Contabilitatea financiară a întreprinderi, Ed. Economica, București, 2002,
- Contabilitate de gestiune, Ed. Economica, București, 2002,
- Analiză financiară, Ed. Economica, București,  2002,
- Finanțele întreprinderi, Ed. Economica, București, 2002,
- Gestiune financiară, Ed. Economica, București, 2002,
- Control de gestiune, Ed. Economica, București, 2002,
- Dreptul afacerilor, Ed. Economica, București, 2001,
- Informatică de gestiune, Ed. Economica, București 2001,
- Piețe financiare, Ed. Economica, București, 2001
- Strategia întreprinderi, Ed. Economica, București, 2001,
- Organizarea și gestiunea întreprinderii, Ed. Economica, București, 2001.

### Cărți in limba română
- Niculescu, M. & Galabov, A. (2023), « Economie socială: organizare, gouvernanță, inovare », Ed. Postuniversitaria, București
- Niculescu, M. & Galabov, A. (2022), « Epistemologia organizațiilor în științele de gestiune», Ed. Postuniversitaria, București
- Niculescu, M. & Galabov, A. (2022), „Interpretarea legii economiei sociale: perspectivă economică și sociologică, în volumul omagial dedicat profesorului Brandușa Stefănescu,  Ed. Universul juridic, Bucarest
- Maria Niculescu, Georges Lavalette - „Savoir rattraper le temps économique (avec une vision systhèmique ”, Ed. Bibliotheca, 2011, ISBN 978-973-712-653-5, 334 pag.
- Maria Niculescu, Nicole Vasile (coordonatori) - Epistemplogie, perspectiva interdisciplinara, Ed. Bibliotheca, 2011, ISBN 978-973-712-651-3, 253 pag.
- Maria Niculescu - Diagnostic global strategic, Ed. Economică, București, 1997, 456 pag.
- Maria Niculescu - Diagnostic financiar, Ed. Economică, București, 2003, ISBN 973-590-720-8, 384 pag.
- Maria Niculescu - Diagnostic economic, Ed. Economică, București, 2003, 973-590-720-9, 312 pag.
- Maria Niculescu, Georges Lavalette - Stratégii de crestere, Editura economica, Bucuresti, 369 pag.
- D. Margulescu, M. Niculescu, V. Robu - Diagnostic financiar, Editura Romcart, București, 1994, 350 pag.
- Maria Niculescu, Maria Toma, C. Naicu - Lucrări aplicative, Editura Economică, București, 2003, 176 pag.
- Analiză economico-financiară a întreprinderilor (Coautor) - Ed. Didactică și pedagogică, București, 1982, 480 pag.

### Articole recente
- Niculescu, M. & Burlaud, A. (2023), « La déclaration de durabilité : recherche d’un nouveau rapport entre les règles de droit et la réalité sociale », Revue Interdisciplinaire Droit et Organisations, nr. 6, p. 13-46.
- Burlaud, A. & Niculescu, M., (2023), « From non-financial disclosure to sustainability reporting: new challenges for financial analysts and auditors », Audit Financiar n° 4, 2023, p. 685 à 714. Traduit en roumain « De la declaratia non financiara la raportul de durabilitate : noi provocari pentri analiști și auditori » Audit financiar, nr. 172-4/2023, p. 685-714.
- Burlaud, A. & Niculescu, M.  (2020), “Reflections on the Concept of Authority: The Case of Accounting Standards and Standards Setting”, Audit Financiar, n° 166, 2/2020, p. 275 à 281. Traduit en roumain : « Reflecții asupra conceptului de autoritate: cazul regulilor contabile », Audit Financiar, n° 166, 2/2020, Bucarest, p. 187-193.
- Burlaud A. & Niculescu M. (2016), « L’information non financière au service d’une « croissance responsable » : perspective européenne ». Revue française de comptabilité, n° 495, février, Paris, p. 62-66.
- Burlaud A. & Niculescu M., (2016), „Un droit comptable ouvert au jugement professionnel : menace ou opportunité ?” Revue française de comptabilité, nr. 500, juillet-août, p. 62-66.

## Distincții
- 2010- Medalia Senghor din partea Organisation internationale de la Francophonie,  Paris 2010
- 2007- Diplomă de onoare, Universitatea Valahia din Târgoviște, România;
- 2005- Profesor onorific, Universitatea tehnică din Cluj, România;
- 2004- Diplomă de onoare, ASE  București și Cnam Paris ;
- 2003- Diplomă de excelență, ASE București ;
- 1999- Chevalier dans l’ordre des Palmes Académiques (Republica Franceză) ;
- 1997- Premiul Oskar-Capital pentru cea mai bună carte economică publicată în România,
- 2016 - Officier dans l’ordre des Palmes Académiques (Republica Franceză).
- 2019 - Ordre national  de mérite (Republica Franceză).